# PicPick
PicPick je jednoduchý program pro práci s grafikou. Program je určen pro vývojáře, návrháře i domácí uživatele. První verze byla zveřejněna v roce 2008.

## Vlastnosti a funkce
Aplikace je portableware, což znamená, že ji není nutné instalovat. Stačí balíček po stažení rozbalit a aplikaci nahrát na místo, kde má být umístěna (například na Flash disk). Po startu aplikace lze spouštět jednotlivé nástroje přímo z ikony v liště. Funkce:
- Kopírování
  - celé obrazovky (podpora více monitorů)
  - aktivního okna
  - ovládacích prvků oken
  - vybrané oblasti
  - volného výběru
  - opakované (poslední použitá volba)
- Editor obrázků
  - je podobný aplikaci Microsoft Paint, ale s více možnostmi úpravy obrázků
  - obsahuje mnoho efektů známých z komerčních produktů (výběry, průhlednost, rozmazávání, zaostřování, jas, kontrast, barevnost, saturace, překlápění, rotace, …)
- Kapátko
- Paleta barev
- Pravítko
- Úhloměr
- Záměrný kříž
- Bílá tabule (White Board)

## Licence
Aplikace je freeware a je ji možné používat volně bez placení.

## Podporované formáty
- BMP (*.bmp)
- JPG (*.jpg)
- GIF (*.gif)
- PNG (*.png)
- ICO (*.ico)
- EMF (*.emf)
- WMF (*.wmf)